# Авксентьєва Віра Всеволодівна
Віра Всеволодівна Авксе́нтьєва (нар. 20 червня 1936, Сталінськ — пом. 11 листопада 2006, Київ) — український кінознавець, кандидат мистецтвознавства з 1973 року; член Спілки кінематографістів України з 1977 року.

## Біографія
Народилася 20 червня 1936 в місті Сталінську (тепер Новокузнецьк, Росія). 1958 року закінчила філологічний факультет Львівського університету. Працювала в Інституті мовознавства АН УРСР, від 1962 року — старший науковий співробітник Інституту мистецтвознавства, фольклористики та етнології імені М. Рильського АН УРСР, де у 1970 році закінчила аспірантуру. 1973 року захистила кандидатську дисертацію на тему «Романтизм в сучасному українському художньому фільмі. 1957—1973»].
Померла в Києві 11 листопада 2006 року.

## Діяльність
Досліджувала історію розвитку польського кіно, його естетичні засади та сучасний стан. Брала участь у підготовці «Історії українського радянського кіно» в 3-х томах (том 1. — Київ, 1986; том 2. — Київ, 1987; том 3 — не опублікований). Праці:
- «Романтизм в українському кіномистецтві». Київ, 1976;
- «Дума про народний подвиг». Київ, 1978 (у співавторстві з Григорієм Зельдовичем);
- «Режисер і кіно: З творчої практики режисерів Т. Левчука і М. Мащенка» /АН УРСР; Інститут мистецтвознавства, фольклору та етнографії. — Київ: Наукова думка, 1979. — 187 с.;
- «Традиции и новаторство советского киноискусства». (у співавторстві з Сергієм Безклубенком, Світланою Зінич та іншими). Институт искусствоведения, фольклора и этнографии имени М. Ф. Рыльского АН УССР. — Київ: Наукова думка, 1989 . — 222 с.;
- «Jak trudno byã Polakiem!» К., 1997 (у співавторстві).

Переклала та упорядкувала книги польського режисера Анджея Вайди:
- «Повертаючись до перейденого» (Львів, 2000);
- «Анджей Вайда. Кіно і решта світу. Автобіографія» (2004)[2].